# Устойчивая мода

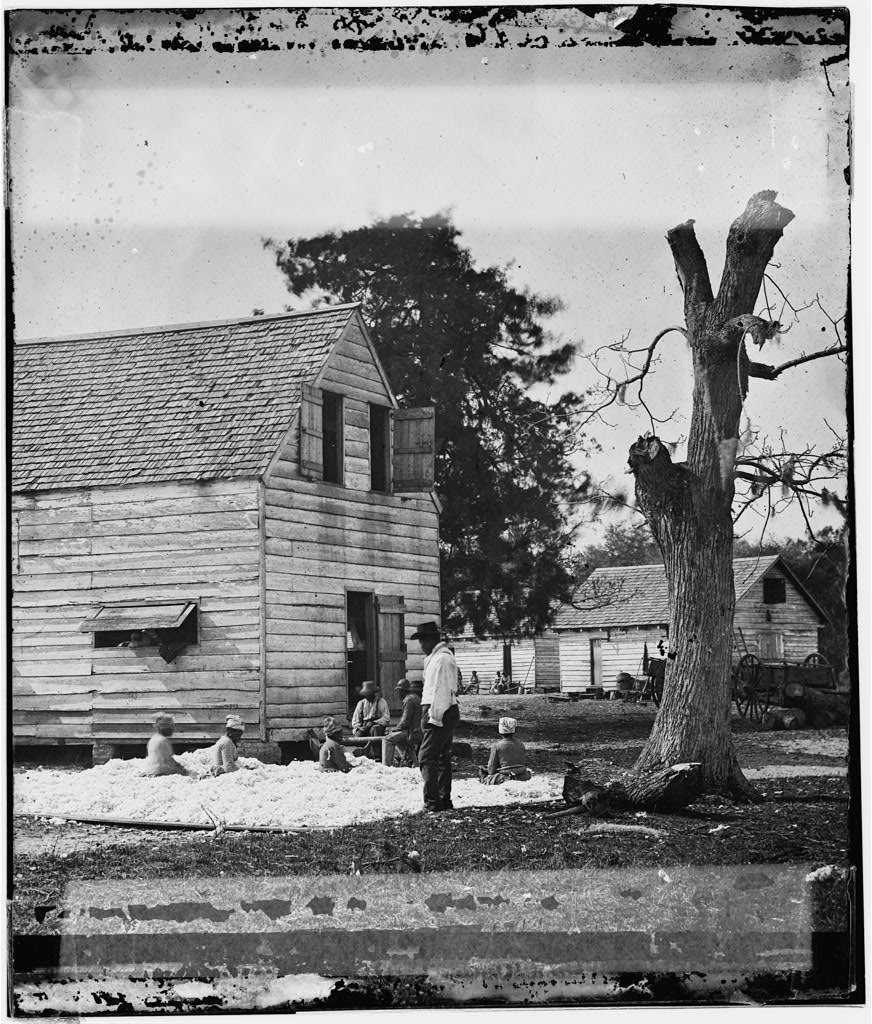
Обработка хлопка, 1862 год. Фото из архива Библиотеки Конгресса.

Устойчивая мода (англ. Sustainable fashion) — явление, связанное с изменением принципа потребления. Оно предполагает «замедление темпов обращения стиля, переработку материалов, обращение к экологическому стандарту и этику потребления». Устойчивая мода подразумевает нарушение базового принципа системы, связанного с последовательным стремлением к новизне. Устойчивая мода связана с ограничением потребления и попыткой установления ответственного использования природных ресурсов.

## Концепция и проблема термина

#### Термин
В 1960-е годы одним из направлений исследований стало изучение окружающей среды и проблем, связанных с изменением климата. Важной публикацией в этой области стала книга Рэйчел Карсон «Безмолвная весна», где рассматривалось вредное воздействие деятельности человека на природную систему.
Термин, связанный с представлением об устойчивом развитии, возник во второй половине 1980-х, когда проблемы стабильности и равновесия обсуждались Международной комиссией по Окружающей среде и развитию (WCED) — так называемой Комиссией Брундтланд. Основная идея устойчивого развития была основана на балансе ресурсов и экономическом росте, который не приводит к деградации окружающей среды. Доклад комиссии был опубликован в 1987 году под патронажем ООН и при поддержке Издательства Оксфордского университета. Он обозначил принципы устойчивого развития в социальной сфере, экономике и природопользовании.
В начале 1990-х проблемы, связанные с вопросами устойчивого развития, нашли свое отражение в публикациях о моде. Как правило, в этих публикациях освещалась работа компаний, деятельность которых могла обернуться экологическими проблемами. Публикации обращали внимание на ущерб, причиненный производством материальных благ.
В 1990-х — 2000-х годах важным критерием «устойчивости» стала этика потребления. Отчасти ее связывают с идеей заботы — философской концепцией, сформировавшейся в работах Мартина Хайдеггера, Эммануэля Левинаса и Жака Дерриды. В исследовательских проектах вопрос критических изменений и проблема общества потребления обсуждалась еще в 1970-е годы. Она была поднята в работах Жана Бодрийяра, Ги Дебора и Элвина Тоффлера.
Систематическое исследование Устойчивой моды связано с 2000 годами. Эти вопросы, в частности, рассматривались в работах Кейт Флетчер, Джанет Хиторн и Конни Уласевич. Их тексты, опубликованные около 2008 года, можно считать одним из ранних примеров использования термина «Устойчивая мода». В российской историографии проблема Устойчивой моды рассматривалась в работах российского искусствоведа и историка моды Екатерины Васильевой.

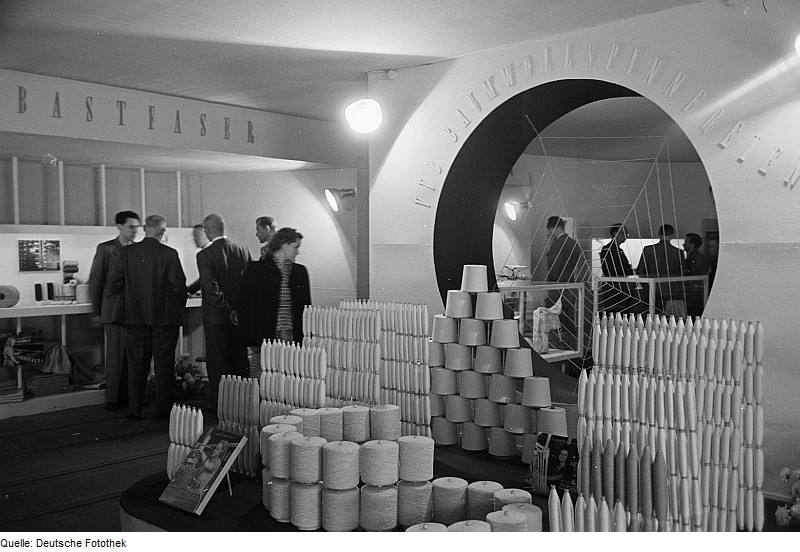
Выставочный стенд хлопкопрядильных заводов VVB. Лейпциг, Германия, 1950. Коллекция: Deutsche Fotothek.

#### Концепция
Устойчивая мода предполагает замедление темпов обращения стиля. Она связана с обращением к экологическому стандарту и подразумевает переработку материала и использование сырья, которые не наносят вред окружающей среде. Идея Устойчивой моды связана с принципом переработки. В системе Устойчивой моды это один из самых острых и дискуссионных вопросов.
Устойчивая мода поддерживает стремление к социальной устойчивости и стабильности, связанной с охраной окружающей среды. Идея Устойчивой моды противостоит избыточному потреблению, ставит своей целью стабильность в социальной сфере и видит своим ориентиром защиту окружающей среды, Иногда Устойчивую моду представляют как этическую систему, которая поддерживает идею ответственного потребления.

## Общая характеристика
Устойчивая мода позиционируется как идеология, связанная экономической и социальной устойчивостью, а также ответственным природопользованием. Устойчивая мода, как в сфере производства, так и в области потребления, подразумевает стабильное состояние социальной сферы, финансовой системы и культурных институций.
Один из аспектов Устойчивой моды — этика потребления. Она связана с формированием этических стандартов использования ресурсов, с количеством и динамикой потребления. Устойчивая мода как этическая система предполагает социально ответственное отношение к производству и человеческим ресурсам, задействованных в системе производства.
Помимо изменения идеологии потребления и стремления к ответственному пользованию ресурсами, Устойчивая мода исходит из двух основных приоритетов: создание универсального костюма, которое обеспечило бы стабильное существование моды и создание альтернативной доктрины, связанной с пуританской, минималистической или рациональной модой.

## Основные идеи

#### Устойчивая мода и проблема этики
Идея Устойчивой моды исходит из концепции морально обоснованного потребления. В данном случае Устойчивая мода, как полагают, обращается к двум категориям: идее достаточного и героике аскезы. В своем моральном регламенте Устойчивая мода опирается на идею пуританской этики. Моральное ограничение и простота формируют этическую основу Устойчивой моды.
Устойчивая мода использует два основных этических вектора: концепцию морально ответственного потребления (которая часто понимается как строгость, основанная на пуританских принципах) и социальной ответственности перед людьми, участвующими в процессе производства одежды. Принцип Устойчивой моды декларирует как новый этический кодекс (более строгая одежда, продиктованная установленным регламентом или требованием морали), так и принцип социальной ответственности, связанный с формированием справедливого процесса перераспределения, производства и потребления.

#### Устойчивая мода и идея подлинного
Идея Устойчивой моды связана со стремлением к природному, что в некоторых случаях понимается как обращение к подлинному. Устойчивая мода связывает истинное с приобщением к естественному — то есть с отстранением от цивилизации, которая в европейской культуре часто изображалась как порок. Идея Устойчивой моды связана с идеей освобождения от негативного влияния цивилизационных процессов. Эти идеи имеют глубокую традицию в европейской культуре и отчасти соотносятся с концепцией «естественного человека» Руссо.

#### Устойчивая мода и концепция альтернативной моды
Идея Устойчивой моды подразумевает создание идеологического противовеса существующей доктрине моды. Стремление моды к устойчивости связано с изменением социального вектора. Устойчивая мода связана с формированием новой идеологии, подчиненной принципу сопротивления.
Как любая альтернативная система в костюме, Устойчивая мода не является истреблением модного принципа как такового. Устойчивая мода, как альтернативная система, предполагает смену ориентира, но не преобразование механизма моды. В некоторых случаях, Устойчивую моду рассматривают как новую маркетинговую стратегию, а не последовательное установление новой системы.

## Устойчивая мода: близкие концепции

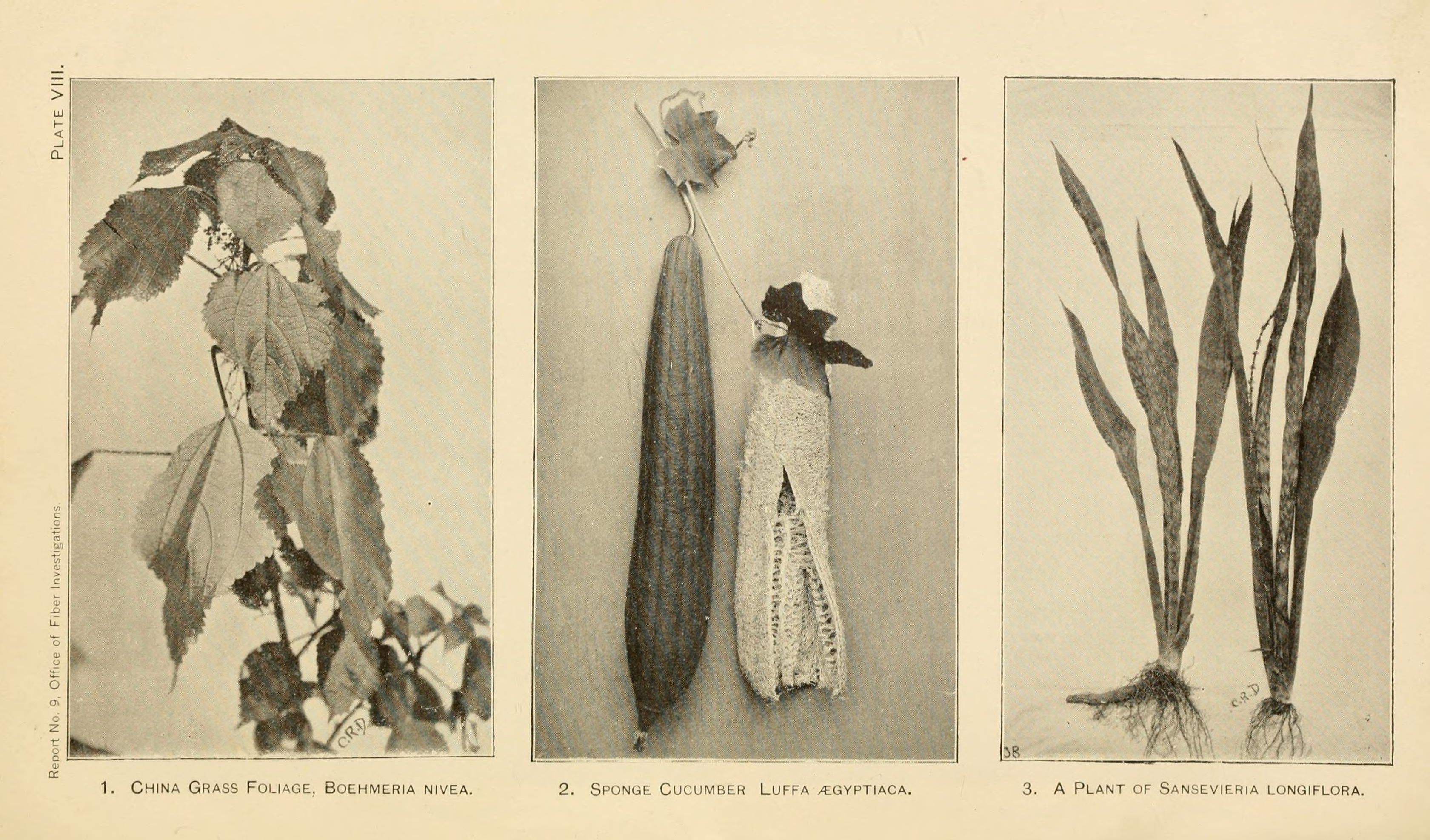
Описательный каталог полезных прядильных растений мира. 1897. Фотограф — Чарльз Ричардс Додж, 1847—1918

#### Медленная мода
Устойчивая мода близка понятию «медленной моды», но не идентична ему. Устойчивая мода предполагает не только замедление темпов потребления, но и изменение его направленности. Устойчивая мода — прежде всего идеологическая модель, связанная с потреблением, в то время как медленная мода предполагает, прежде всего изменение динамики потребления и восприятия. Медленную моду связывают с принципами неспешности и созерцания, в то время как Устойчивая мода связана с декларацией универсального стиля, стремлением к стабильности, охраной окружающей среды и формированием новых экономических моделей.

#### Экологическая мода
Понятие экологической моды имеет точки пересечения с идеей Устойчивой моды, но заметно отличается от него. Устойчивая мода не ограничивается идеей экологического стиля как символа охраны окружающей среды. Устойчивая мода использует элементы эко-моды, но обращена не только к формированию внешних атрибутов, но и к изменению стратегии потребления.

## Устойчивая мода и охрана окружающей среды
Считается, что модная индустрия входит в число ведущих отраслей, негативно влияющих на состояние окружающей среды. Возможность последующей переработки и производство, где негативное воздействие на окружающую среду минимизировано, являются важными факторами в системе Устойчивой моды. Удешевление производства и возможность создания недорогой одежды привело к ее неограниченному и часто бесконтрольному потреблению, что негативно сказывается на состоянии окружающей среды.

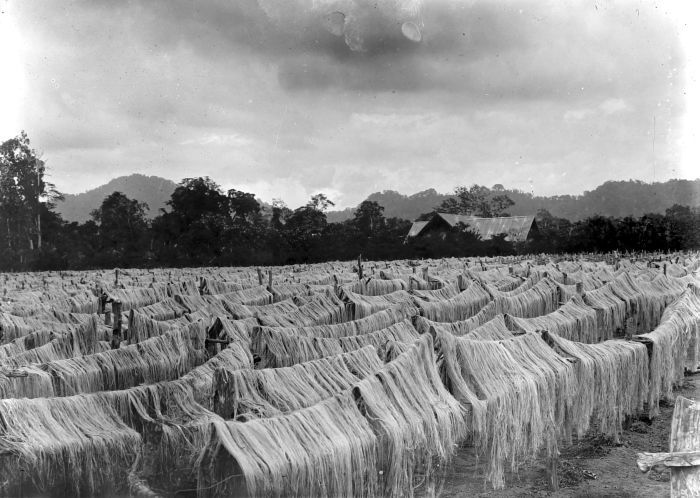
Сушка натуральных волокон, около 1920 года, Восточная Ява. Тропический музей, Амстердам

Загрязнение в результате химической обработки естественных волокон, производство и утилизация химических волокон и уничтожение больших объемов непроданной одежды наносят существенный вред окружающей среде. Полагают, что только 20 % одежды подвергается корректной переработке и принимает участие во вторичном цикле использования. Остальная одежда попадает на свалки и сжигается. Полагают, что около 25 % пестицидов, используемых в мире, применяется для выращивания хлопка. В системе природопользования это может привести к необратимым последствиям.
Также полагают, что микроволокна синтетических тканей способны загрязнять природные водоемы. Микроволокна слишком малы, чтобы оставаться в системах промышленной фильтрации. Во время стирки частицы микроволокон способны попадать в природные водоемы, загрязняя пищевую цепь. Существует предположение, что ограничение синтетических материалов может предотвратить попадание части вредных веществ в естественную среду.

## Устойчивая мода и социальные условия
Одной из серьезных проблем остается вопрос условий труда. Основные проблемы представляют собой плохая организация производства, низкая заработная плата и профессиональные риски, связанные с изготовлением одежды.
Положение усложняет нарушение трудовых прав в различных областях модной индустрии от создания и обработки текстиля до розничной торговли, дизайна и переработки отходов. Производство товаров в модной индустрии часто связано с нарушением трудовых прав. Стремление к снижению стоимости товара приводит к низкой заработной плате и ухудшению условий труда.
Точное количество работников, занятых в текстильной и обувной промышленности, в процессе производства ткани и модных товаров точно не известно. Полагают, что в различных циклах непосредственного производства одежды и обуви задействовано минимум 25 миллионов человек, большинство из которых — женщины. По приблизительным подсчетам около 300 миллионов человек занято в производстве хлопка. Большинство из них — люди с низкой заработной платой и тяжелыми условиями труда. Тот факт, что природные ресурсы рядом с фабриками подвержены загрязнению, приводит к значительному ослаблению качества жизни и представляет собой серьезную социальную проблему.

## Устойчивая мода и условия индустрии

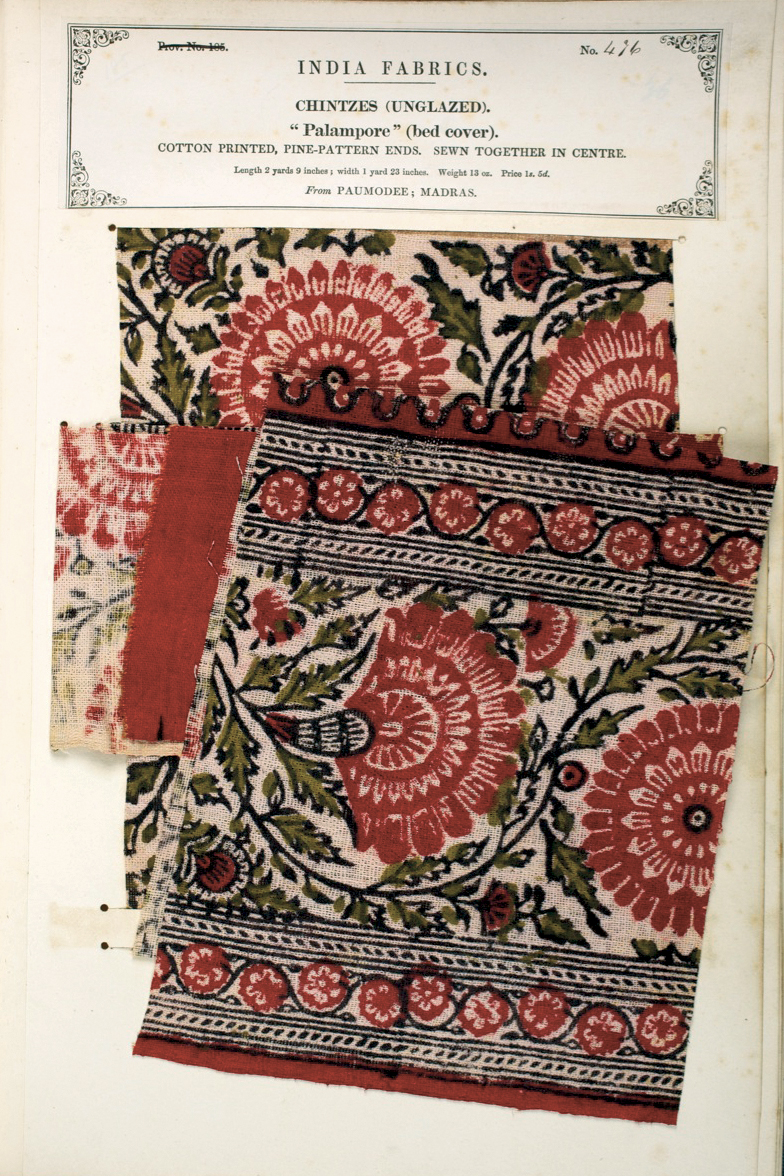
Страница из книги «Текстильное производство в Индии», 1866.

В основе спора об Устойчивой моде лежит понимание того, что дешевая одежда, произведенная в рамках массовой индустрии, является более доступной. Обращение к принципу Устойчивой моды, напротив, делает одежду недоступной для многих. Считается, что покупатели массового сегмента переняли привычки потребления, которые в середине XX века приписывались людям с высоким уровнем дохода. Массовые потребители не всегда покупают качественную одежду, а покупают слишком много и дешево.
Многие решения Устойчивой моды, например, такие, как возможность покупки высококачественных товаров, недоступны для людей с низким уровнем дохода. В некоторых случаях концепция Устойчивой моды рассматривается как средство давления и требования ответственного потребления от людей, которые не обладают для этого достаточными финансовыми возможностями.
Распределение прибыли также считается одной из проблем индустрии. Служащие, работающие в швейной промышленности, часто получают крайне низкую заработную плату. Сторонники Устойчивой моды исходят из предположения, что распространение концепции устойчивости сможет решить эту проблему.

## Практика устойчивого потребления
Полагают, что в некоторых случаях негативное влияние модной индустрии на социальную систему и природную среду может быть уменьшено за счет развития практики устойчивого потребления. Оно подразумевает уменьшение объема и скорости потребления. Также речь идет о планируемом увеличении срока службы производимых вещей — в противовес идее планируемого устаревания, ставшей одной из центральных стратегий начиная с 1950-х годов.
Увеличение срока службы товаров является важным элементом идеи Устойчивой моды. Один из подходов связан с созданием эмоционально прочного (устойчивого) дизайна — то есть дизайна, не слишком подверженного радикальным колебаниям стиля. В этом смысле, Устойчивая мода подразумевает «создание универсальной одежды, которая подразумевала бы стабильное существование системы костюма».

## Устойчивая мода: основные материалы
Существует целый ряд факторов, который может быть учтен при определении материала как соответствующего принципам устойчивости. Среди них — процесс подготовки и условия выращивания волокон; источник волокна; возобновляемость; технологии, использованные при выращивании и производстве волокон; тип энергии, используемый при производстве ткани; условия труда людей, производящих одежду и ткани; углеродный след материала; процесс обновления и технология утилизации.
Устойчивая мода обозначает две основные проблемы, связанные с производством ткани: урон окружающей среде, связанный с использованием вредных химических веществ при производстве натуральных тканей и вред человеку и окружающей среде, связанный с производством, эксплуатацией и утилизацией синтетических тканей.
Для обеспечения равномерного давления на систему необходимо использование разных материалов. По данным за 2013 год 85 % всех используемых материалов составляли хлопок и полиэстер, эта пропорция продолжала увеличиваться.Многие волокна в готовой одежде смешиваются, чтобы получить желаемый эффект ткани. В некоторых случаях, это негативно сказывается на дальнейших возможностях переработки материала.

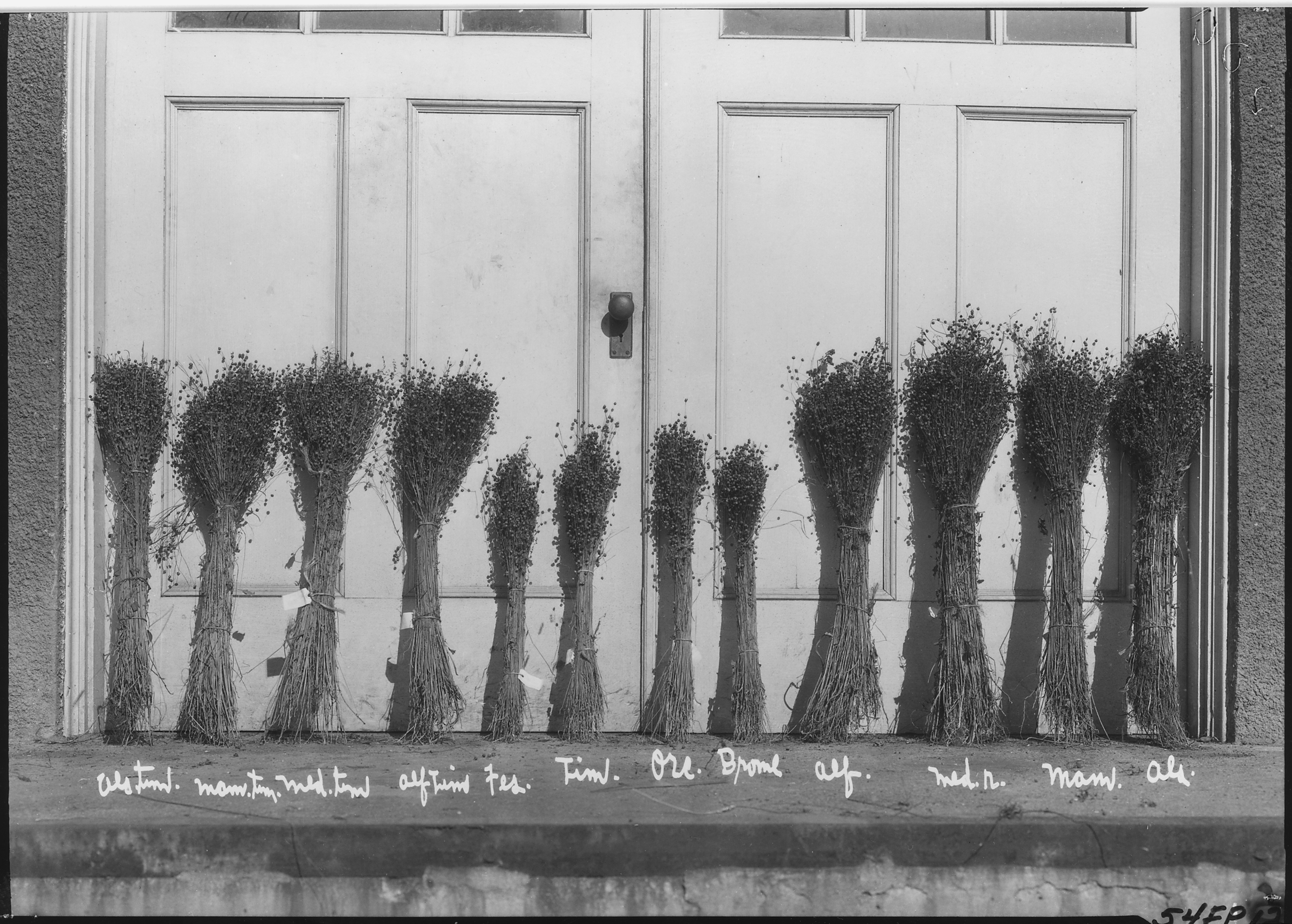
Образцы льна, 1930. Департамент сельского хозяйства. Служба сельскохозяйственных исследований. Коллекция: Национальное управление архивов и документации (США).

### Растительные волокна

#### Хлопок
Волокно растительного происхождения, является основным материалом, который используется в чистом виде или в смесях. Хлопок составляет около 50 % сырья, использованного для производства одежды в мире. Считается, что хлопок является одной из наиболее химически интенсивных культур. При выращивании хлопка используется около 25 % мировых инсектицидов. Статистически, переработка хлопка увеличивает нагрузку на окружающую среду.

#### Bt-хлопок
Чтобы сократить количество вредных химических веществ, были созданы генетически модифицированные растения хлопчатника, устойчивые к заражению вредителями. Такие хлопковые культуры не требуют применения инсектицидов. Тем не менее, полагают, что насекомые могут развить устойчивость к штамму Bt. Кроме того, производство bt-хлопка требует большего применения пестицидов, что увеличивает экономическое давление на фермерские хозяйства и негативно сказывается на состоянии окружающей среды.

#### Органический хлопок
Органический хлопок выращивается без использования генетически модифицированных культур. Органический хлопок должен соответствовать строгим стандартам, связанным с характеристиками качества и условиями производства. Производство органического хлопка растет: с 2007 года мировое производство хлопка увеличивается на 50 % в год.

#### Лен
Лен насчитывает более ста видов. Льняная пряжа состоит из прочных круглых волокон. Льняная пряжа подразделяется на пряжу из длинного и короткого волокна. Наиболее качественным считается длинноволокнистый лен. Он устойчив к износу и считается экологически чистым материалом.

#### Соя
Ткани получают из соевой шелухи, которая считается побочным продуктом производства сои. Соевые ткани могут быть смешанными или полностью изготовленными из соевых волокон. Соевые волокна разлагаются — полагают, что одежда из сои оказывает минимальное воздействие на окружающую среду.

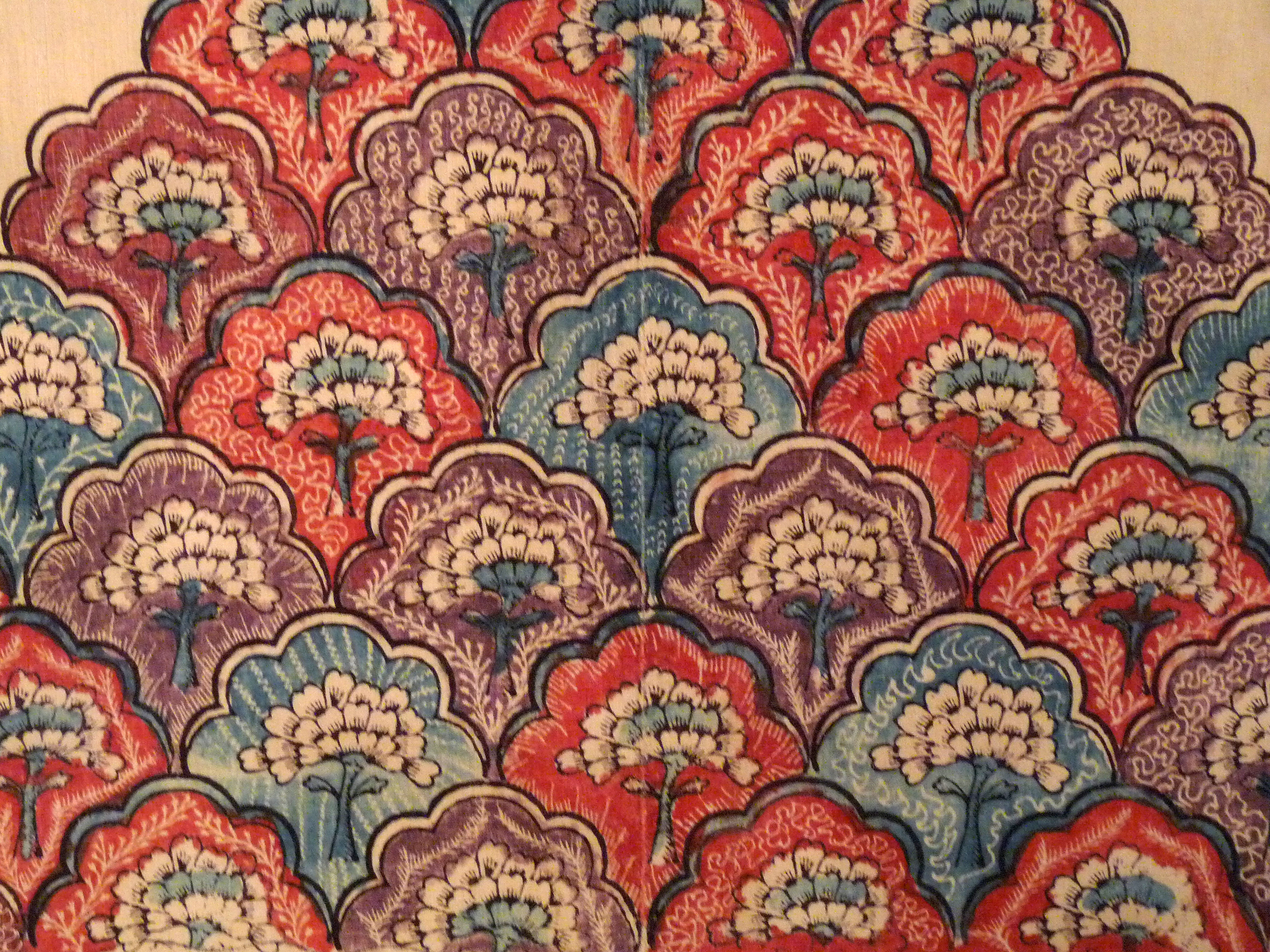
Хлопковое покрывало с ручной росписью. Коромандельский берег, XVIII в. Музей Ост-Индской компании. Лорьян, Франция.

#### Бамбук
Бамбуковые ткани изготавливаются из бамбукового волокна. Производство тканей из бамбука связано с идеей устойчивости: бамбук не нуждается в пестицидах и специальных агрохимикатах. Бамбук устойчив к болезням и вредителям. Побеги бамбука быстро растут, что делает его хорошо воспроизводимой культурой.

#### Комбуча
Материал, производимый на основе целюлезного волокна и дрожжей. Родственной культурой является чайный гриб. После сбора и сушки полученный материал выглядит как кожа. Комбуча полностью разлагается и не требует дополнительной переработки. Производство этого материала требует лабораторных условий и его массовое тиражирование затруднительно.

### Волокна животного происхождения
К волокнам животного происхождения относят такие материалы как шерсть, шелк, кашемир, альпака, викунья, мохер. Основные проблемы, связанные с производством волокон животного происхождения, — условия содержания животных и негативное воздействие на окружающую среду.

### Химические волокна
Химические волокна — это текстильные волокна, получаемые из природных и синтетических полимеров. В концепции Устойчивой моды основную проблему составляет урон окружающей среде, связанный с производством химических волокон, а также возможное негативное воздействие на здоровье человека.

## Критика устойчивой моды
Некоторые исследователи полагают, что представления об уроне, который наносит модная индустрия, сильно преувеличены и носят спекулятивный характер. Основным объектом критики остается тот факт, что Устойчивая мода сохраняет условия существующей системы. Она не нарушает действие механизма моды, а поддерживает его, предлагая новый ориентир, вписанный в старый маркетинговый механизм. Критики системы полагают, что устойчивая мода использует старый механизм, где объектом продажи и оборота становится идея устойчивости.